# パース・スタジアム
パース・スタジアム（Perth Stadium）は、西オーストラリア州パースに所在地する多目的スタジアム。スポンサー名義でオプタス・スタジアム（Optus Stadium）と呼ぶ。収容人数は6万人であり、MCG、スタジアム・オーストラリアに次いで3番目の規模を持つ。

## 概要
出典
元々は東パース発電所があり、1993年に閉鎖。西オーストラリア州政府は2011年に新スタジアム建設にこぎ着けた。当初はスビアコ・オーバルを改修計画だったが、捻挫した。2014年12月に着工し、2017年12月に落成された。
2019年にはAリーググランドファイナル、2021年にはトヨタAFLグランドファイナルが行われた。2024年にはWWEPLEWWEエリミネーション・チェンバーが開催された。